# Augusts Valdemārs Alksnītis
Augusts Valdemārs Alksnītis (ur. 8 listopada 1902 w Rydze, zm. 22 lutego 1960 w Londynie) – łotewski wojskowy (kapitan), dowódca 1 batalionu 32 Pułku Grenadierów SS i 2 batalionu 33 Pułku Grenadierów SS 15 Dywizji Grenadierów SS pod koniec II wojny światowej.
W okresie międzywojennym służył w łotewskiej armii w 8 Pułku Piechoty w Dyneburgu, a następnie w Pułku Zmotoryzowanym w stopniu kapitana. Po zajęciu obszaru Łotwy przez wojska niemieckie w 1941 r., podjął współpracę z okupantami. Wstąpił ochotniczo do Waffen-SS, dostając stopień Waffen-Sturmbannführera der SS. Służył w 15 Dywizji Grenadierów SS. Do 4 lutego 1945 r. dowodził 1 batalionem 32 Pułku Grenadierów SS, do 27 marca – 2 batalionem 33 Pułku Grenadierów SS, a następnie ponownie 1 batalionem 32 Pułku Grenadierów SS. Pod koniec wojny objął dowództwo 33 Pułku Grenadierów SS w zastępstwie Waffen-Sturmbannführera der SS Vilisa Janumsa. 24 marca 1945 r. został odznaczony Krzyżem Żelaznym 2 klasy. Poddał się Brytyjczykom. Przebywał w obozie jenieckim w Zedelgem w Belgii, po czym w 1947 r. wyjechał do Wielkiej Brytanii. Na emigracji stał na czele brytyjskiego oddziału Łotewskiej Organizacji Dobroczynnej.